# 在日アゼルバイジャン人
在日アゼルバイジャン人（ざいにちアゼルバイジャンじん）は、日本に一定期間在住するアゼルバイジャン国籍の人々である。

## 統計
日本の法務省の在留外国人統計によると、2018年6月末時点で在日アゼルバイジャン人は112人である。
在留資格別（3位まで）
| 順位 | 在留資格                 | 人数 |
| ---- | ------------------------ | ---- |
| 1    | 留学                     | 36   |
| 2    | 家族滞在                 | 22   |
| 3    | 技術・人文知識・国際業務 | 20   |

都道府県別（3位まで）
| 順位 | 都道府県 | 人数 |
| ---- | -------- | ---- |
| 1    | 東京     | 39   |
| 2    | 神奈川   | 17   |
| 3    | 大阪     | 10   |

## 著名人
- ポリーナ・ラヒモワ